# Lutherstift Falkenburg
Das Lutherstift Falkenburg war von 1958 bis 2012 eine evangelische Bildungseinrichtung im Ortsteil Falkenburg der Gemeinde Ganderkesee. 

## Geschichte
Das Lutherstift entstand 1958 mit der Übernahme des ehemaligen Amtshauses des Amts Ganderkesee in Falkenburg durch die Evangelisch-lutherische Landeskirche Hannovers, die es der Bruderschaft Falkenburg übergab. Der Komplex wurde für kirchliche Zwecke umgebaut und diente zunächst der Ausbildung von Diakonen und als Heim für Konfirmandengruppen. Die Diakonenausbildung wurde zum 15. Oktober 1971 eingestellt und ging im Fachhochschulstudiengang der Evangelischen Fachhochschule Hannover auf. 1975 wurde der Diakoniekonvent durch die hannoversche Landeskirche mit Durchführung von Maßnahmen der Erwachsenenbildung und der Fort- und Weiterbildung betraut. Bis 2004 wurde in Kooperation mit der Evangelischen Fachhochschule Hannover ein berufsbegleitender Studiengang Religionspädagogik am Studienstandort Falkenburg angeboten.
Nachdem sich die Synode der Evangelisch-lutherischen Landeskirche Hannovers im Herbst 2005 für eine Einstellung der finanziellen Förderung aussprach, gründeten der Diakoniekonvent Brüder- und Schwesternschaft Lutherstift in Falkenburg e. V. und die Rotenburger Werke. am 17. Dezember 2007 die Lutherstift in Falkenburg gemeinnützige GmbH als Bildungszentrum für Diakonie und Kirche. Die GmbH fungierte seither als Träger der Einrichtung. Die enge Zusammenarbeit mit der Evangelisch-lutherischen Landeskirche und ihrem Diakonischen Werk blieb bestehen. Leitungsorgan des Lutherstiftes war ein durch das Landeskirchenamt Hannover gebildetes und geleitetes Kuratorium, das durch Mitglieder des Konvents paritätisch besetzt war.
Das Lutherstift Falkenburg bietet eine fachspezifische Aus-, Fort- und Weiterbildung sowie diakonische Qualifizierung für Mitarbeiter in diakonischen, kirchlichen und anderen sozialen Einrichtungen, Qualifizierungsangebote für Mitarbeiter der mittleren Leitungsebene sowie Bildungs- und Freizeitangebote für Kinder, Jugendliche und Erwachsene mit und ohne Behinderung.
Die Evangelische Zeitung teilte am 1. April 2012 in der Ausgabe 13 N mit, dass das Lutherstift Falkenburg Ende April 2012 schließen werde, nachdem sich die Bremer Residenz-Gruppe als vorgesehener Investor zurückgezogen hat. Davon betroffen sei auch die Bibelscheune mit ihrer Sammlung Hunderter Bibeln. Den 16 Mitarbeitenden sei gekündigt worden. Das Lutherstift sei nicht insolvent, alle Mitarbeiter würden erhalten, was ihnen rechtlich zusteht. Nicht betroffen von der Schließung seien das Kinder- und Jugendhaus der Rotenburger Werke und das entstehende Hospiz mission:lebenshaus der Inneren Mission Bremen auf dem Gelände des Lutherstiftes.

## Baulichkeiten
Der Gebäudebestand des Lutherstifts wurde seit der Gründung durch Ankauf und Neubauten kontinuierlich erweitert. Im ehemaligen Schweinestall entstand die heutige Laurentiuskapelle. 1960 wurde ein Gästehaus errichtet. In den 1950er Jahren trat ein Lehrlingsheim in Trägerschaft des Wichernstifts Elmeloh hinzu. 1981 errichtete der Diakoniekonvent das Laurentiushaus Falkenburg, eine Bildungseinrichtung für behinderte Menschen. Seit 2005 bestand ein Konventsladen mit Bücherstube, Eine-Welt-Angeboten und Ausstellungen.
Im Januar 2015 kündigte die hannoversche Landeskirche den Verkauf der Liegenschaften (Altes Amtshaus, Gästehaus, Laurentius-Kapelle) an die NORLE gGmbH in Dötlingen an.

## Naturdenkmale
Eiche mit einem BHU (=Brusthöhenumfang) von 6,70 m.

## Publikationen
- Falkenburger Blätter (seit 1980)